# The Stepping Stone
The Stepping Stone er en amerikansk stumfilm fra 1916 af Reginald Barker.

## Medvirkende
- Frank Keenan som Elihu Knowland.
- Mary Boland som Mary Beresford.
- Robert McKim som Al Beresford.
- Margaret Thompson som Flora Alden.
- Joseph J. Dowling som W.B. Prescott.